# Eucheuma denticulatum
Espèce
Synonymes
- Eucheuma muricatum (S.G. Gmelin) Weber-van Bosse[2]
- Eucheuma muricatum (S.G.Gmelin) Weber-van Bosse, 1928[3]
- Eucheuma spinosum J. Agardh[2]
- Eucheuma spinosum J.Agardh, 1852[3]
- Fucus denticulatus N.L. Burman[2]
- Fucus denticulatus N.L.Burman, 1768[3]
- Fucus muricatus S.G. Gmelin[2]
- Fucus muricatus S.G.Gmelin, 1768[3]
- Fucus spinosus Linnaeus, 1771[3]
- Fucus spinosus Linnaeus[2]
- Gigartina muricata (S.G. Gmelin) J.V. Lamouroux[2]
- Gigartina muricata (S.G.Gmelin) J.V.Lamouroux, 1813[3]
- Gigartina spinosa Greville, 1830[3]
- Gigartina spinosa Greville[2]
- Grateloupia opposita Kützing, 1867[3]
- Grateloupia opposita Kützing[2]
- Sphaerococcus spinosus C. Agardh[2]
- Sphaerococcus spinosus C.Agardh, 1822[3]
- Ulva papillosa Linnaeus, 1771[3]

Eucheuma denticulatum est une espèce d’algues rouges de la famille des Solieriaceae.

## Liste des variétés
Selon NCBI (10 mars 2019) :
- variété Eucheuma denticulatum var. endong Trono & Ganzon-Fortes 2011

Selon World Register of Marine Species (10 mars 2019) :
- variété Eucheuma denticulatum var. endong Trono & Ganzon-Fortes, 2012